# Tatsuki Nara
Tatsuki Nara (奈良 竜樹?, Nara Tatsuki; Kitami, 19 settembre 1993) è un calciatore giapponese, difensore dell'Avispa Fukuoka, di cui è capitano.

## Caratteristiche tecniche
È un difensore centrale.

## Statistiche

### Presenze e reti nei club
Statistiche aggiornate al 4 dicembre 2021.
| Stagione                 | Club                     | Campionato               | Campionato | Campionato | Coppe nazionali | Coppe nazionali | Coppe nazionali | Coppe continentali | Coppe continentali | Coppe continentali | Supercoppe | Supercoppe | Supercoppe | Totale | Totale |
| Stagione                 | Club                     | Comp                     | Pres       | Reti       | Comp            | Pres            | Reti            | Comp               | Pres               | Reti               | Comp       | Pres       | Reti       | Pres   | Reti   |
| ------------------------ | ------------------------ | ------------------------ | ---------- | ---------- | --------------- | --------------- | --------------- | ------------------ | ------------------ | ------------------ | ---------- | ---------- | ---------- | ------ | ------ |
| 2011                     | Consadole Sapporo        | J2                       | 7          | 0          | CI              | 1               | 0               | -                  | -                  | -                  | -          | -          | -          | 8      | 0      |
| 2012                     | Consadole Sapporo        | J1                       | 22         | 1          | CdL+CI          | 3+1             | 0               | -                  | -                  | -                  | -          | -          | -          | 26     | 1      |
| 2013                     | Consadole Sapporo        | J2                       | 35         | 0          | CI              | 2               | 0               | -                  | -                  | -                  | -          | -          | -          | 37     | 0      |
| 2014                     | Consadole Sapporo        | J2                       | 39         | 0          | CI              | 1               | 0               | -                  | -                  | -                  | -          | -          | -          | 40     | 0      |
| Totale Consadole Sapporo | Totale Consadole Sapporo | Totale Consadole Sapporo | 103        | 1          |                 | 8               | 0               |                    | -                  | -                  |            | -          | -          | 111    | 1      |
| 2015                     | FC Tokyo                 | J1                       | 0          | 0          | CdL+CI          | 2+1             | 0               | -                  | -                  | -                  | -          | -          | -          | 3      | 0      |
| 2015                     | J. League U-22           | J3                       | 7          | 1          | -               | -               | -               | -                  | -                  | -                  | -          | -          | -          | 7      | 1      |
| 2016                     | Kawasaki Frontale        | J1                       | 12         | 0          | CdL+CI          | 2+1             | 0               | -                  | -                  | -                  | -          | -          | -          | 15     | 0      |
| 2017                     | Kawasaki Frontale        | J1                       | 27         | 1          | CdL+CI          | 4+4             | 1+0             | ACL                | 9                  | 2                  | -          | -          | -          | 44     | 4      |
| 2018                     | Kawasaki Frontale        | J1                       | 23         | 1          | CdL+CI          | 2+2             | 0               | ACL                | 4                  | 0                  | SJ         | 1          | 0          | 32     | 1      |
| 2019                     | Kawasaki Frontale        | J1                       | 9          | 0          | CdL+CI          | 0               | 0               | ACL                | 4                  | 0                  | SJ         | 1          | 0          | 14     | 0      |
| Totale Kawasaki Frontale | Totale Kawasaki Frontale | Totale Kawasaki Frontale | 71         | 2          |                 | 15              | 1               |                    | 17                 | 2                  |            | 2          | 0          | 105    | 5      |
| 2020                     | Kashima Antlers          | J1                       | 6          | 0          | CdL             | 1               | 0               | ACL                | 0                  | 0                  | -          | -          | -          | 8      | 0      |
| 2021                     | Avispa Fukuoka           | J1                       | 24         | 1          | CdL+CI          | 0+2             | 0               | -                  | -                  | -                  | -          | -          | -          | 26     | 1      |
| 2022                     | Avispa Fukuoka           | J1                       | 0          | 0          | CdL+CI          | 0               | 0               | -                  | -                  | -                  | -          | -          | -          | 0      | 0      |
| Totale Avispa Fukuoka    | Totale Avispa Fukuoka    | Totale Avispa Fukuoka    | 24         | 1          |                 | 2               | 0               |                    | -                  | -                  |            | -          | -          | 26     | 1      |
| Totale carriera          | Totale carriera          | Totale carriera          | 211        | 5          |                 | 29              | 1               |                    | 18                 | 2                  |            | 2          | 0          | 260    | 8      |

## Palmarès

### Club

#### Competizioni nazionali
- Campionato giapponese: 2

Kawasaki Frontale: 2017, 2018
- Supercoppa del Giappone: 1

Kawasaki Frontale: 2019
- Coppa J. League: 2

Kawasaki Frontale: 2019
Avispa Fukuoka: 2023

### Nazionale
- Coppa d'Asia Under-23: 1

2016